# Котпосколекъёган
Котпосколекъёган (Котпосколикъёган; Котлосколикъёган; устар. Котлос-Колик-Ёган) — река в России, протекает по территории Нижневартовского района Ханты-Мансийского автономного округа. Устье реки находится в 410 км по правому берегу реки Колекъёган. Длина реки — 46 км.
В 4 км от устья по правому берегу впадает река Казымкыл.

## Данные водного реестра
По данным государственного водного реестра России относится к Верхнеобскому бассейновому округу, водохозяйственный участок реки — Вах, речной подбассейн реки — бассейн притоков (Верхней) Оби от Васюгана до Ваха. Речной бассейн реки — (Верхняя) Обь до впадения Иртыша.
Код объекта в государственном водном реестре — 13011000112115200040067.